# Wesley Sonck
Wesley Sonck (Ninove, 1978. augusztus 9. –) belga labdarúgó, 2002-ben és 2003-ban a Jupiler League gólkirálya volt.

## Pályafutása
Pályafutását a R.W.D. Molenbeek-ben (1996–1998) kezdte (33 meccsen 11 gól). Ezután a Germinal Ekeren-hez (1998–1999) igazolt (32 meccs/7 gól). Pályafutása következő állomása a Germinal Beerschot (1999–2000) volt, 29 meccsen 11 alkalommal talált az ellenfél hálójába. Ezután egy nevesebb klub, az RC Genk  igazolta le, ahol 2003-ig játszott. Itt 93 meccsen 67 gólt szerzett.
A Genkben nyújtott jó teljesítménye után leigazolta  az AFC Ajax, ahol 2004-ig játszott. 34 meccsen 10 gólt lőtt, és bajnokságot nyert a csapattal. Innen a Bundesligába igazolt, a Borussia Mönchengladbach csapatába. 2005-től 2007-ig játszott itt, 28 meccsen 6-szor talált a hálóba. 2007-ben tért vissza hazájába Belgiumba a Club Brugge csapatához, ahol csapatkapitány volt. Utoljára a Waasland-Beveren csapatában futballozott, ahová 2012 októberében igazolt.
2001 óta volt tagja a válogatott keretnek, ahol 55 meccsen 24 gólt szerzett. 2008-ban 710 perc után ő talált be először Iker Casillas kapujába a Spanyolország elleni vb-selejtezőn. A válogatottban utolsó meccsét 2010-ben játszotta, Horvátország ellen.

## Sikerei, díjai
- Belga bajnok: 2002
- Holland bajnok: 2004

### Egyéni
- A belga bajnokság aranycipőse: 2001

## Külső hivatkozások
- Profilja a National Football teams oldalán[halott link]